# Kwas oleinowy
Kwas oleinowy (łac. acidum oleicum, od oleum – olej) – organiczny związek chemiczny z grupy jednonienasyconych kwasów tłuszczowych typu omega-9. Jest cis-izomerem kwasu elaidynowego.
Naturalnie kwas ten występuje w tłuszczach (jest głównym składnikiem oliwy z oliwek i tranu), z których jest ekstrahowany i wykorzystywany w przemyśle tekstylnym (zapewnia on śliskość włókien).
Poprzez katalityczne uwodornienie (przyłączenie dwóch atomów wodoru do wiązania podwójnego) kwas oleinowy przechodzi w kwas stearynowy. Reakcja ta nazywana jest „utwardzaniem tłuszczu”.
Właściwości:
- ciemnieje w powietrzu (utlenianie),
- odbarwia wodę bromową i KMnO
4, co świadczy o jego nienasyconym charakterze chemicznym,
- reaguje z wodorotlenkami,

Jest używany do produkcji m.in. smarów i środków piorących. Jego sól glinowa, oleinian glinu, był stosowany jako składnik zagęstników w napalmie.